# Suzanne Ciani
Suzanne Ciani (Indiana, Estados Unidos, 4 de junio de 1946) es una compositora, pianista, diseñadora de sonido y productora musical. Especializada en la creación y desarrollo de los sintetizadores modulares es considerada una pionera en el campo de la música electrónica junto con Wendy Carlos, Gillian Gilbert, Éliane Radigue, Clara Rockmore, Delia Derbyshire o Laurie Spiegel. Fue la inventora del sonido Coca-Cola patentado por esta empresa.
Además de su discografía en solitario o en colaboración con otros artistas ha desarrollado un amplio trabajo como compositora de bandas sonoras siendo destacables las de las películas The Stepford Wives (1975) dirigida por Bryan Forbes, The Incredible Shrinking Woman (1981) dirigida por Joel Schumacher o Super 8 (2011) dirigida por J. J. Abrams. Entre los reconocimientos a su obra figuran cinco nominaciones a los premios Grammy y un Globo de Oro.

## Biografía

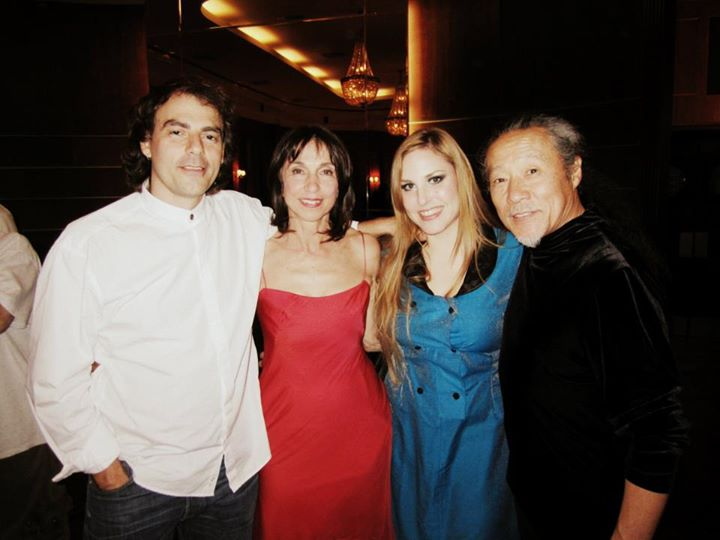
Emil Montgomery, Suzanne Ciani, Maika Ceres y Kitarō (izda. a dcha)

Nació en un hospital del ejército en Indiana, pero se crio en Quincy, Massachusetts, un suburbio al sur de Boston. Hija de un prestigioso cirujano y nieta de inmigrantes italianos, Ciani es la tercera de seis hermanos. Desde muy joven sintió interés por la música. A los siete años su madre trajo a casa una colección de discos de música clásica y Suzanne se impresionó con las obras de Bach, Mozart o Beethoven. Decidió aprender a tocar el piano aunque, al no gustarle demasiado su profesor, aprendió solfeo sin ninguna ayuda.
Siendo ya estudiante en el Wellesley College, Suzanne empezó a dividir su tiempo entre la composición y la interpretación. En esa época comenzó también su interés por la tecnología cuando un profesor del MIT le explicó que estaba intentando que un ordenador reprodujera el sonido de un violín.

"Por cinco dólares la hora podía tocar. La electrónica era algo misterioso. No había libros ni manuales; se aprendía sobre la marcha"
Suzanne Ciani (lanacion.com.ar, 28 de julio de 2020) 

Tras su graduación en el Wellsley College, Ciani se trasladó a la Universidad de Berkeley en la que siguió estudiando composición. Durante este periodo, finales de los años 60, conoció a tres de los fundadores de la música electrónica: John Chowning, Max Matthews y Don Buchla. Empezó a trabajar para Buchla soldando sintetizadores. Dedicó los siguientes diez años de su vida a explorar las posibilidades de este instrumento que ella misma construyó con diversas piezas que fue adquiriendo y al que llamó Buchla.  

"Alrededor de Don Buchla había gente que no tenía formación en ingeniería musical. Era más bien un grupo heterogéneo e inusual de personas a las que les gustaba reunirse incluyendo un poeta, un budista y un bailarín hindú. Eran los años 60 en Berkeley. Éramos una cultura alternativa"
Suzanne Ciani 

Para Suzanne Ciani la magia del sintetizador radica en su capacidad de producir sonidos que ningún otro instrumento puede crear. 

"Tengo una hipótesis al respecto. Como mujer compositora, no había muchas puertas abiertas. No tenía modelos femeninos para mi carrera. Cuando quise estudiar dirección sentí esto de las mujeres no tienen derecho a dirigir. Y la música electrónica resultó liberadora porque podía hacerlo todo sin ayuda de nadie"
Suzanne Ciani (lanacion.com.ar, 28 de julio de 2020) 

Para poder ir ampliando su Buchla con nuevos componentes Suzanne intentó conseguir un trabajo como Ingeniera en Sonido. En esa época, principios de los años 70, la tarea resultó del todo imposible para una mujer. En 1974 decidió trasladarse a Nueva York y crear su propia compañía, Ciani/Musica, especializada en crear música y efectos sonoros para anuncios de televisión y videojuegos. Realizó anuncios para compañías como American Express, General Electric, Atari y Coca-Cola. Ciani consiguió con su sintetizador realizar el sonido de la apertura de una botella de Coca-Cola que se hizo muy popular. Creó numerosos temas y logos para la compañía de refrescos, como la música que acompañaba al spot de "Una Coca-Cola y una sonrisa" (Have a Coke and Smile).

"Tuve mucha libertad trabajando en el mundo de los anuncios y me divertí de lo lindo. Era el lugar perfecto para experimentar con la tecnología musical y probar cosas nuevas"
Suzanne Ciani (elperiodico.com, 15 de junio de 2017) 

En 1980 compuso para Bally la música y los sonidos del pinball Xenon, donde además incluyó su propia voz, siendo el primer juego con voces femeninas.

"Mi compañía Ciani Musica estaba especializada en diseño sonoro de alta tecnología y, en realidad, la mayoría de compañías con productos 'futuristas' o tecnológicos venían a nosotros. Nuestra colaboración con Atari fue de las más estrechas".
Suzanne Ciani (elperiodico.com, 15 de junio de 2017) 

Fundó una sociedad sin ánimo de lucro, la Electronic Center for New Music (Centro electrónico para la nueva música) con la que intentaba promocionar las nuevas tecnologías en el campo de la música. La sociedad fracasó ya que los patrocinadores no confiaron en una mujer prácticamente desconocida que componía con un instrumento poco utilizado en la época.
Suzanne intentó entrar en el mundo de las discográficas pero se le presentó el mismo problema: nadie confiaba en el sintetizador. Decidió que ella misma se produciría su primera grabación. Tardó dos años en conseguirlo ya que lo compaginó con su trabajo en Ciani/Musica y tan solo le dedicaba los fines de semana. El álbum Seven Waves se convirtió en número uno en Japón, primer país en el que apareció publicado por la compañía Victor Co.

"Las mujeres se adaptan muy bien a la sensibilidad electrónica porque llegan con la mente abierta, sin una gran historia en otros campos. En cambio los hombres arriban con una idea de antemano: como aplicar la electrónica al rock, por ejemplo. Yo noté eso con mi ingeniera de sonido. Cuando estaba en Nueva York mezclando mi álbum Seven Waves, que es todo de electrónica, los ingenieros más top querían hacerlo sonar a otras cosas preexistentes. Lo que me salvó fue encontrar a una ingeniera mujer. ‘Oh Dios’, dije, ‘ella me entiende'".
Suzanne Ciani (lanacion.com.ar, 28 de julio de 2020) 

Su segundo álbum, The Velocity of Love, fue publicado por la compañía norteamericana RCA en 1986.  
En 1987 firmó un contrato con la discográfica Private Music que duró cinco álbumes. Esta compañía produjo su álbum Neverland que obtuvo una nominación a los premios Grammy. 

"Peter estaba empezando un sello (Private Music) y me pidió que me fuera con él para que la marca cogiera fuerza. No me hacía gracia perder los derechos de mis masters, pero eso fue lo que pasó cuando vendió Private Music a BMG, que después fue comprada por Sony".
Suzanne Ciani (elperiodico.com, 15 de junio de 2017) 

Suzanne se trasladó de nuevo a California para realizar su nuevo álbum History of  My Heart. La compañía Private Music se trasladó también con la mala fortuna que, durante el cambio de instalaciones, el disco se extravió. Suzanne, afectada notablemente por esta pérdida, se vio incapaz de grabar un nuevo disco. Peter Baumman, propietario de Private Music, le animó a grabar un disco de piano clásico que se publicó con el nombre de Pianissimo y que contó con el patrocinio de la empresa Yamaha.

(sobre la etiqueta "música New Age") "Supongo que ayudaba a vender discos, pero también crearía cierto prejuicio. Lo más importante de esa categorización es que creó un espacio físico claro para los discos en las tiendas. Antes de la new age, mis discos estaban por todas partes: música vocal, jazz, clásica, electrónica, lo que fuera. Además, la new age propició que mi música sonara en la radio. En cuanto se puso de moda en la prensa hablar mal de la etiqueta, nadie pareció prestar atención a la música. Es como si lo que contaban en la prensa fuera una cosa y lo que sucedía en la música otra distinta".
Suzanne Ciani (elperiodico.com, 15 de junio de 2017) 

En 1989 Ciani viajó a Italia, país en el que conoció a sus antepasados. Ahí compone Hotel Luna, disco básicamente electrónico pero que contiene algunas piezas con instrumentos acústicos. El álbum recibió una nueva nominación a los Grammy. El último álbum que la artista grabó con la compañía de Baumman fue The Private Music of Suzanne Ciani.
A principios de los años 90, Ciani descubrió que padecía cáncer de pecho. Decidió que quería curarse y dedicarse plenamente a su pasión: la música electrónica. Se instaló en la ciudad de Bolinas, en California, donde encontró la inspiración para algunas de sus músicas. En 1994 contrajo matrimonio con el abogado Joe Anderson que le ayudó a crear su propia casa discográfica, Seventh Wave, con la que publicó su álbum Dream Suite.

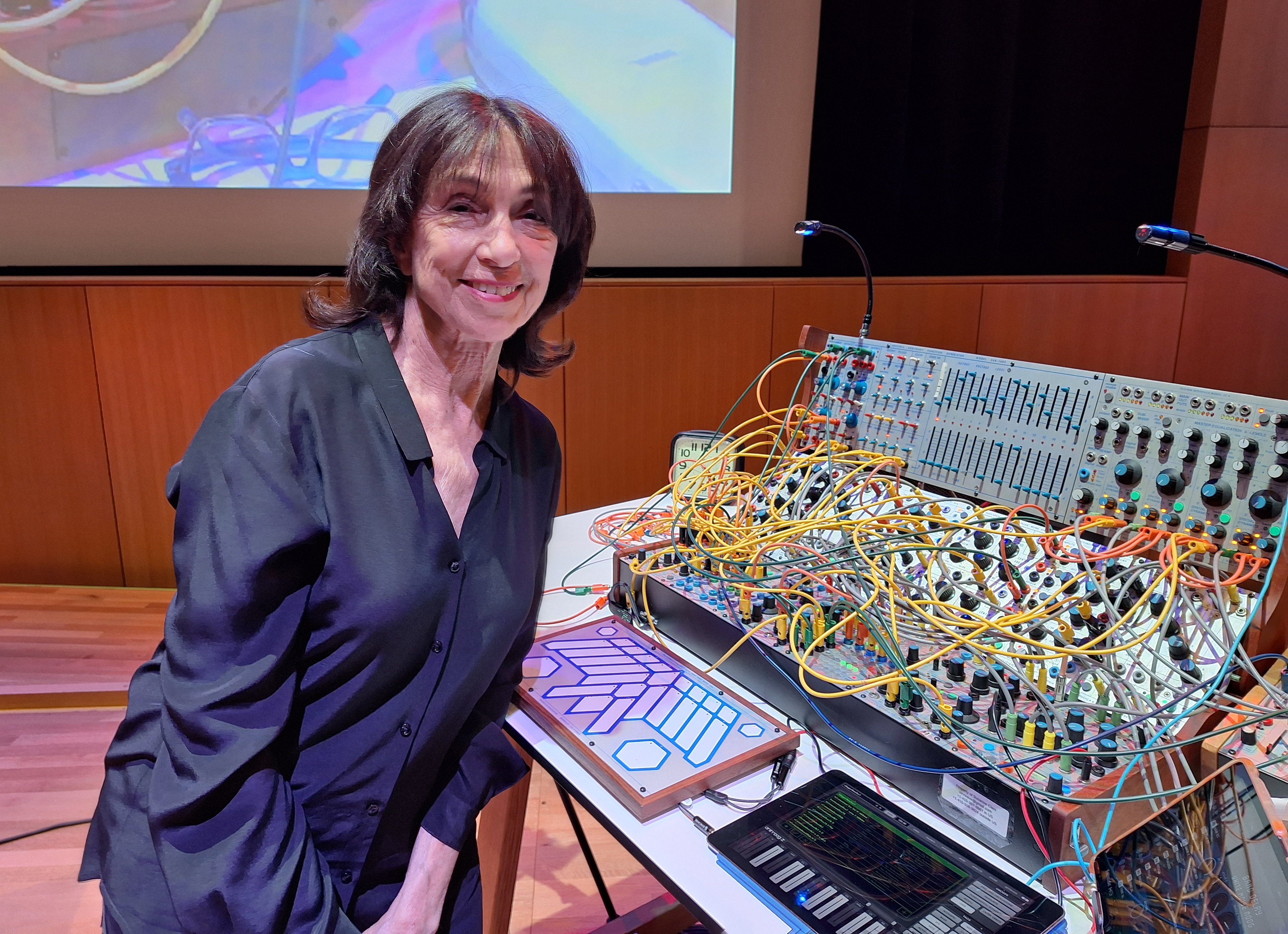
Suzanne Ciani (2024)

Además de sus diferentes producciones discográficas, Suzanne Ciani ha realizado diversas colaboraciones para bandas sonoras de películas entre las que destacan la que realizó para el film The Incredible Shrinking Woman (La increíble mujer menguante) o Mother Theresa. También ha colaborado en diferentes producciones televisivas. Ha realizado conciertos por Argentina (junto a Julio Mazziotti), Estados Unidos, Canadá, Italia, España, México, Uruguay (junto a Kitaro y Emil Montgomery) y diferentes países de Asia.

"Es divertidísimo tocar rodeada de sonidos (mueve los brazos alrededor), sonido espacial moviéndose al tiempo de la música. Estás interactuando a un nivel energético con el sonido. Y se mueve (agita las manos), el sonido está vivo y es maravilloso, eso es lo más emocionante".
Suzanne Ciani (lanacion.com.ar, 28 de julio de 2020) 

## Discografía
- Voices Of Packaged Souls (1970)
- Seven Waves (1982)
- The Velocity of Love (1986)
- Neverland (1988)
- History of My Heart (1989)
- Pianissimo (1990)
- Hotel Luna (1991)
- The Private Music of Suzanne Ciani (recopilatorio) (1992)
- Dream Suite (1994)
- Pianissimo II (1996)
- A Very Green Christmas (1997)
- Suzanne Ciani And The Wave Live! (1997)
- Turning (1999)
- Pianissimo III (2001)
- Meditations for Dreams, Relaxation, and Sleep (2002)
- The Very Best Of (recopilatorio) (2002)
- Pure Romance (2003)
- Silver Ship (2005)
- Deluxe Collection, vol. 1 (2010)
- Lixiviation 1969-1985 (recopilatorio) (2011)
- Logo Presentation Reels 1985 (2012)
- Seven Waves | Voices Of Packaged Souls (recopilatorio) (2012)
- Buchla Concerts 1975 (2016)
- Finders Keepers Anthology (recopilatorio) (2016)
- Help! Help! The Globolinks (2017)
- LIVE Quadraphonic (2018)
- Flowers of Evil (2019)
- Music For Denali (2020)
- A Sonic Womb: Live Buchla Performance At Lapsus (2020)
- Improvisation On Four Sequences At Festival Antigel (2020)
- Milan (con Alister Fawnwoda y Greg Leisz) (2021)
- Improvisation On Four Sequences (2023)
- Golden Apples Of The Sun (con Jonathan Fitoussi) (2023)
- Buchla Concert At Galeria Bonino New York April 1974 (2024)